# Rebecca Tunney
Rebecca Tunney (Ashton-under-Lyne, 26 de octubre de 1996) es una deportista británica que compitió en gimnasia artística.
Ganó una medalla de plata en el Campeonato Europeo de Gimnasia Artística de 2014, en la prueba por equipos. Participó en los Juegos Olímpicos de Londres 2012, ocupando el sexto lugar en el concurso por equipos.

## Palmarés internacional
| Campeonato Europeo | Campeonato Europeo | Campeonato Europeo | Campeonato Europeo   |
| Año                | Lugar              | Medalla            | Prueba               |
| ------------------ | ------------------ | ------------------ | -------------------- |
| 2014               | Sofía (Bulgaria)   | Medalla de plata   | Concurso por equipos |